# Plaisance (Vienne)
Plaisance is een gemeente in het Franse departement Vienne (regio Nouvelle-Aquitaine) en telt 163 inwoners (2014). De plaats maakt deel uit van het arrondissement Montmorillon.

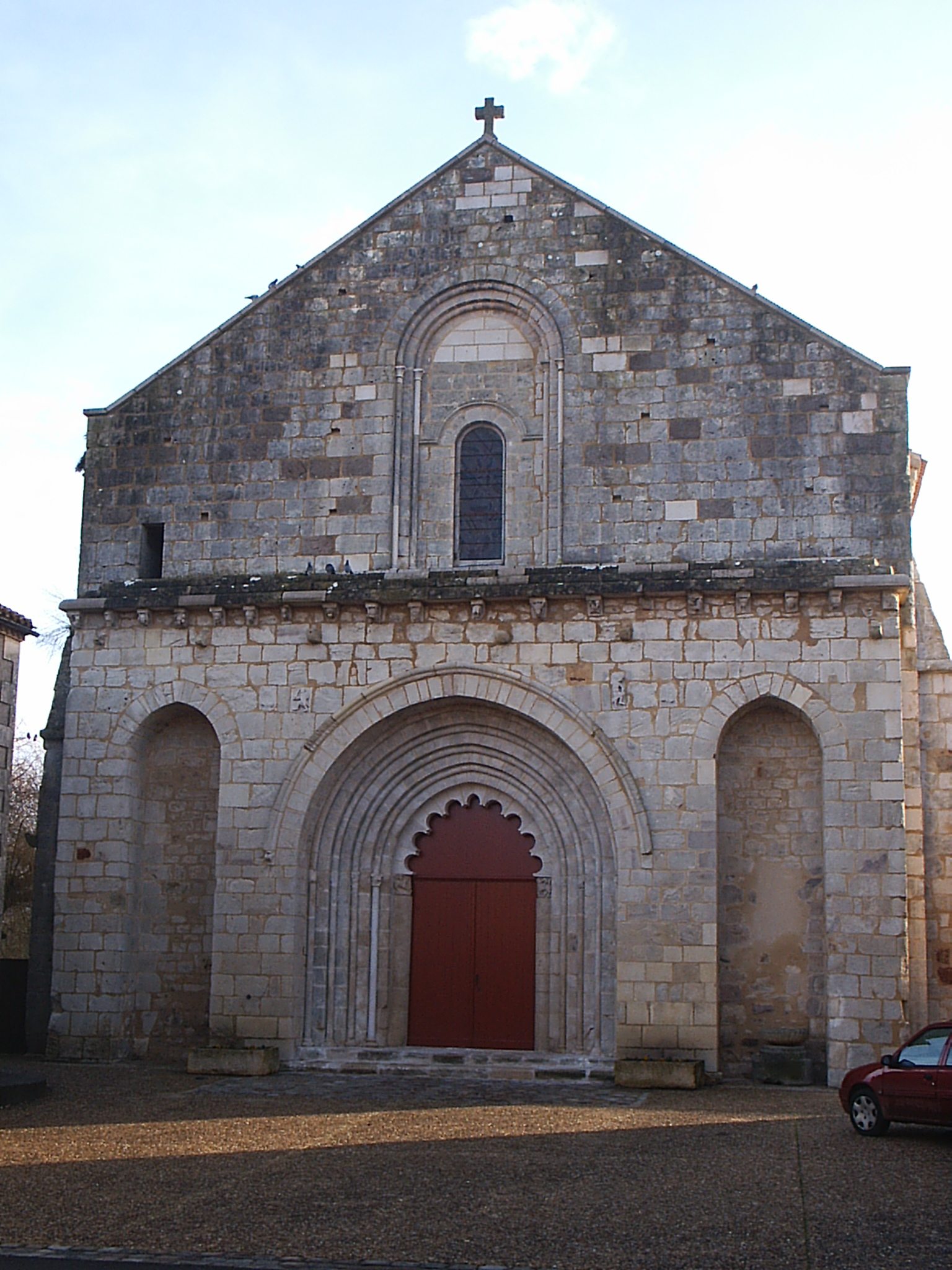
Notre-Dame Kerk van Plaisance
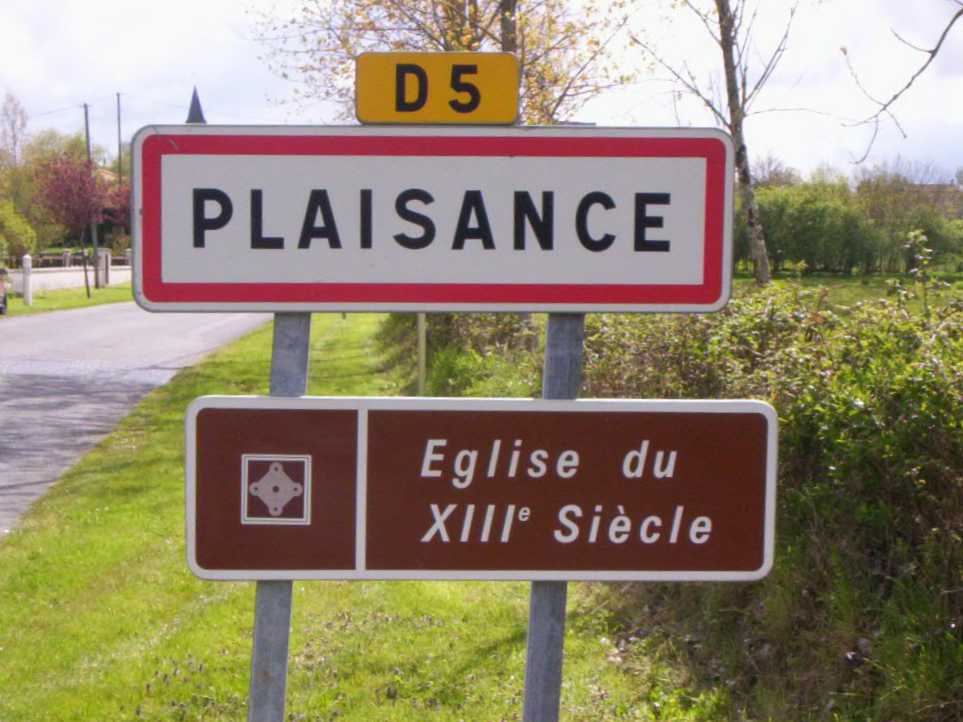
Dorpsrand
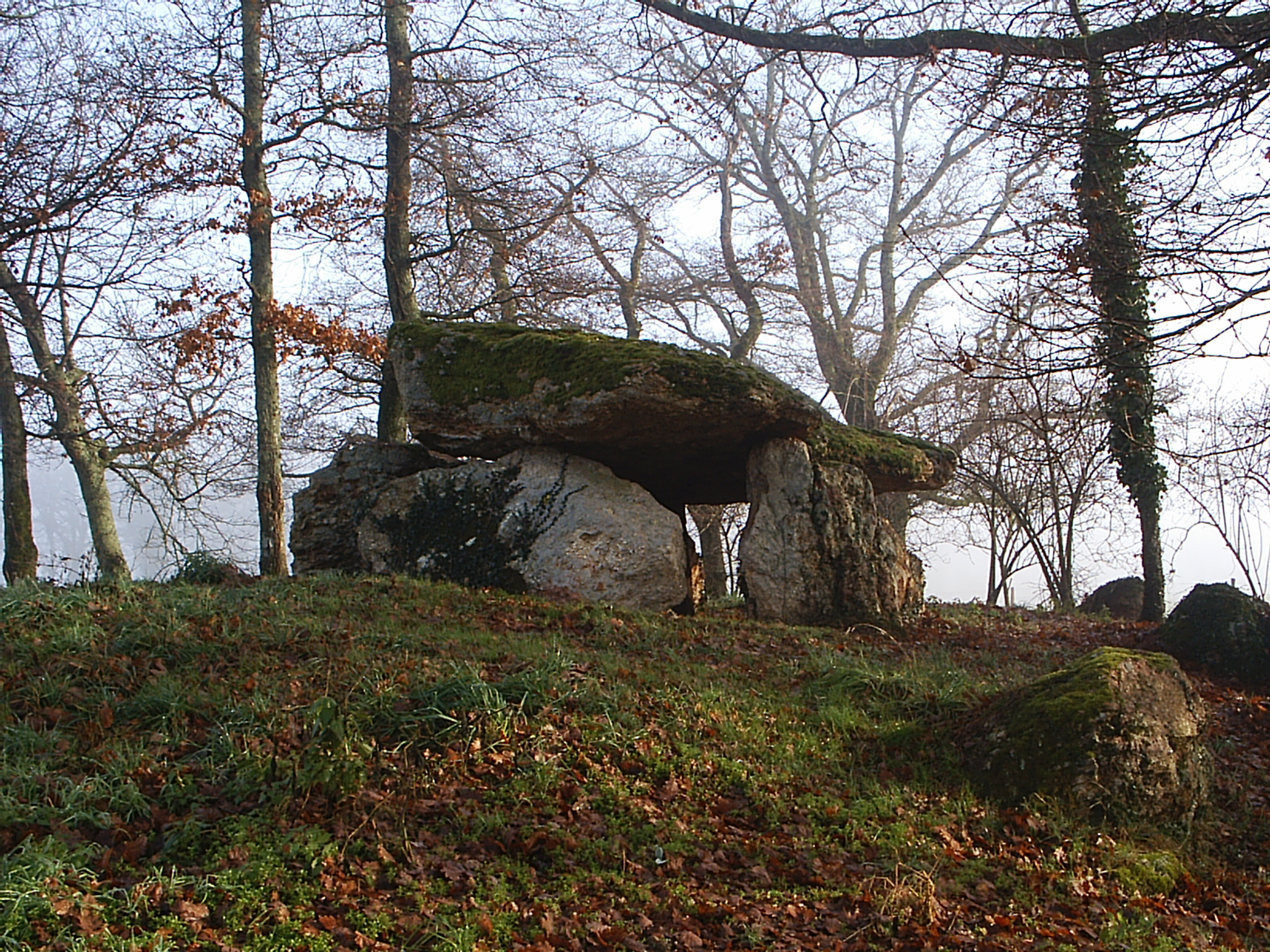
Pierre Levée van Chiroux

## Geografie
De oppervlakte van Plaisance bedraagt 13,11 km², de bevolkingsdichtheid is 12 inwoners per km².
De onderstaande kaart toont de ligging van Plaisance (Vienne) met de belangrijkste infrastructuur en aangrenzende gemeenten.

## Demografie
Onderstaande figuur toont het verloop van het inwonertal (bron: INSEE-tellingen).